# D. Todd Christofferson

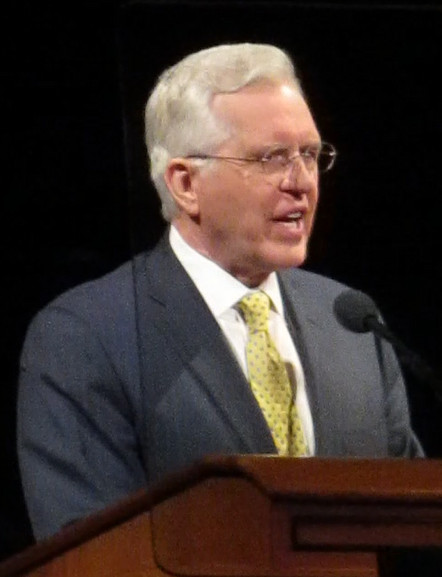
D. Todd Christofferson (2017)

David Todd Christofferson (* 24. Januar 1945 in Pleasant Grove, Utah) ist ein Religionsführer in der  Kirche Jesu Christi der Heiligen der Letzten Tage und seit 2008 Mitglied des Kollegiums der Zwölf Apostel.

## Leben
Christofferson wuchs in Utah auf. Im Alter von 15 Jahren zog er nach New Jersey und besuchte eine dortige Highschool. Anschließend studierte er an der Brigham Young University in Provo, Utah, wo er einen Bachelor-Abschluss erhielt. Christofferson setzte sein Studium an der Duke University fort und erhielt dort seinen Juris Doctor. Von 1972 bis 1974 war er als law clerk für Richter John Sirica tätig. Von 1975 bis 1980 praktizierte er als Rechtsanwalt in Washington, D.C. Im weiteren Verlauf seiner Karriere fungierte Christofferson als Seniorvizepräsident und general counsel der Commerce Union Bank of Tennessee in Nashville, sowie als associate general counsel der NationsBank Corporation in Charlotte, North Carolina.
Im April 1993 wurde er in das Erste Kollegium der Siebzig berufen. Seit 1998 gehörte er daneben auch der Präsidentschaft der Siebzig an. Am 5. April 2008 wurde Andersen zum Apostel der Kirche Jesu Christi der Heiligen der Letzten Tage, sowie zum Mitglied des Kollegiums der Zwölf Apostel, berufen. Er füllte damit die Lücke, die von Dieter F. Uchtdorf im Kollegium hinterlassen wurde.
Christofferson ist verheiratet und hat fünf Kinder. In seiner Jugend war er als Missionar in Argentinien aktiv.